# فرودگاه جزیره مری
فرودگاه جزیره مری (به انگلیسی: Murray Island Airport) یک فرودگاه همگانی با کد یاتا MYI است . این فرودگاه در کشور استرالیا قرار دارد و در ارتفاع ۱۰۰٫۵ متری از سطح دریا واقع شده‌است.

## شرکت‌های هواپیمایی و مقصدهای پروازی
| شرکت‌های هواپیمایی       | مقصدهای پروازی                                 |
| ----------------------- | ---------------------------------------------- |
| Westwing Aviation       | Century mine, Doomadgee، Karumba، ماونت آیزیا  |
| رجیونال اکسپرس ایرلاینز | Burketown، کنز، Doomadgee، Gununa، ماونت آیزیا |
| Queensland Regional     | بریزبن، لانگریچ، ماونت آیزیا، مورانباه         |